# Сражение у Вила-Велья
Сражение у Вила-Велья — сражение у португальского селения Вила-Велья-ди-Родан, состоявшееся 16 мая 1762 года в ходе Испано-португальской войны между союзной англо-португальской и испанской армиями.
В начале мая 1762 года испанская армия, под командованием маркиза де Сарріа, перешла границу и двинулась к Лиссабону. Главнокомандующий союзной англо-португальской армий граф Вильгельм Липпе-Шаумбургский отрядил бригаду (8 тысяч человек) Бергойна к Вила-Велье, чтобы преградить дорогу на Лиссабон. Хотя в происшедшей стычке союзники не одержали решительного успеха, ограничившись лишь отражением удара, тем не менее испанцы не только не продвинулись вперед, но по прошествии нескольких дней отступили в Эстремадуру. Посл этого военные действия с обеих сторон прекратились, и был заключен мир в Фонтенбло 10 февраля 1763 года.